# 笠地蔵

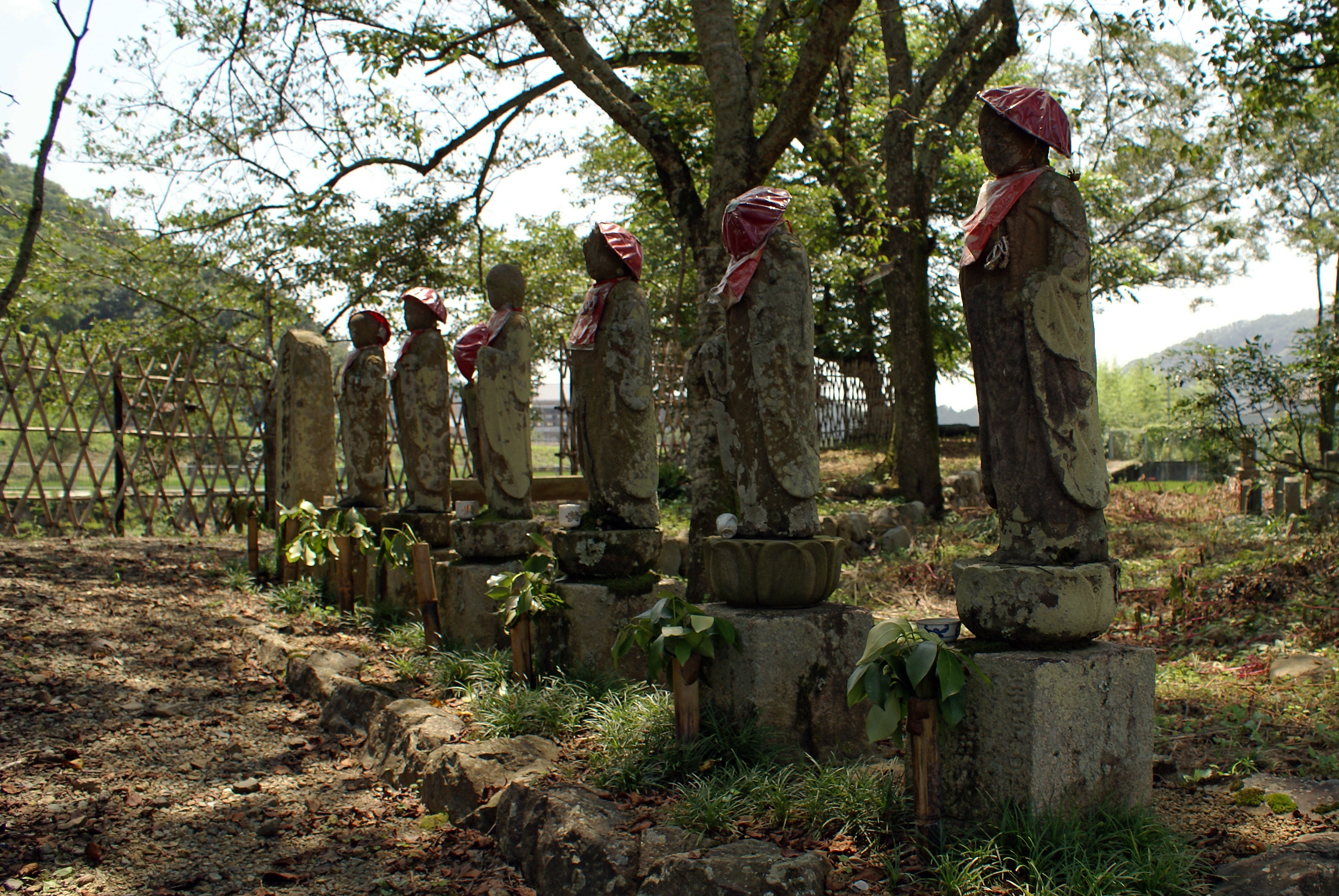
路傍の石地蔵ではなく、季節も違うが、笠地蔵で語られる六地蔵のイメージ

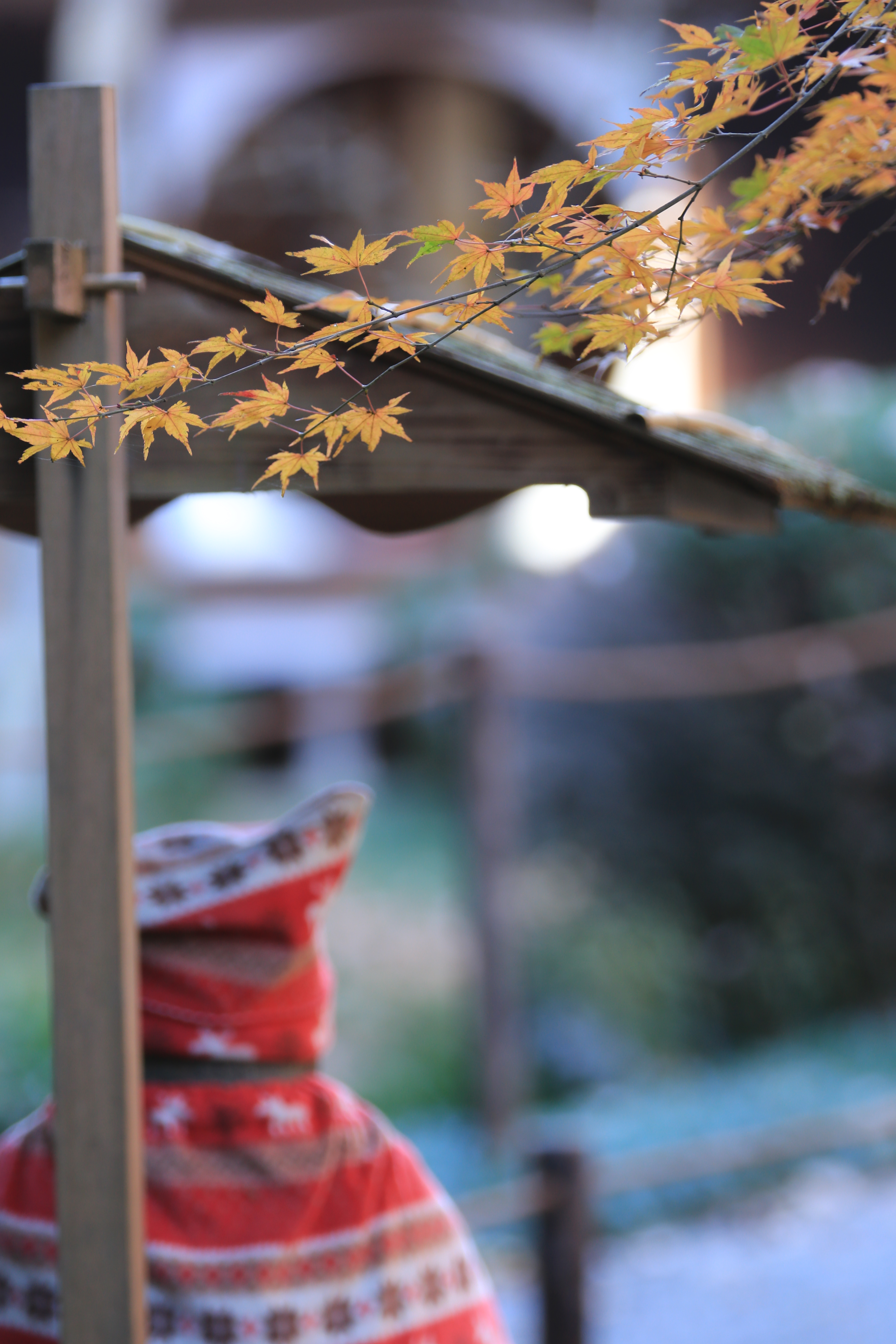
笠地蔵のイメージに幾らか近い画像。冬支度を整えた石地蔵の後ろ姿。明月院奥院にて。笠地蔵は雪深い大晦日の話である。

笠地蔵（かさじぞう）は、日本の伽話の一つで、とりわけよく知られる昔話の一つ。致富譚（ちふたん）の代表的なもので、親切を施した無欲な善行者に思いがけない福運が謝礼としてもたらされる話である。具体的には、貧しくとも心の清い老夫婦が、路傍の石地蔵（地蔵菩薩の石像）に菅笠を被せてやり、その恩返しを受けるというもの。笠長者（かさちょうじゃ）ともいうほか、現代では かさこ地蔵（かさこじぞう）ともいう。
地蔵信仰の無い沖縄地方以外の日本各地に広く分布している話であり、寺社縁起と関連しているものもある。笠覆寺（愛知県名古屋市南区笠寺町に所在）と笠地蔵の関係はその代表的一例である。地域ごとに異なる部分も多いが、大晦日の出来事とする点では違いが無い。
花咲か爺や舌切り雀などのように善悪を対比するような話ではない。純粋に正しい行いをする者が救われるという展開は、仏教思想の観念に基づくものであり、親が子に語り継いでいくことで、子供に道徳を教え諭す寓話の要素を持っている。

## あらすじ
※地域ごとに細部の異なる話であるため、ここに挙げるのは、あくまで最も広く知られていると思われるものを粗筋として纏めたに過ぎない。
とある雪深い国にひどく貧しい老夫婦が暮らしていた。年の瀬が近いというのに新年を迎えるための餅すら買うことができなかった。そこでおじいさんは、町に出て日々こさえてきた笠を売ろうと背負えるだけ背負って出かけていった。ところが残念なことに、笠は大して売れなかった。吹雪く気配がしてきたため、おじいさんは笠を売ることをあきらめて帰路につく。吹雪の中、おじいさんは六人のお地蔵さまを見かけると、そのいかにも寒そうな様子を見て可哀想に思い、売れ残りの笠を差し上げることにした。おじいさんはお地蔵さまの頭に降り積もった雪を払い、一つまた一つと笠をかぶせていった。しかし、手持ちの笠が一つ足りず、おじいさんは自分が使っている笠を最後のお地蔵さまにお被せし、何も持たずに我が家へ帰っていった。おじいさんからわけを聴いたおばあさんは、「それはよいことをしましたね」と言い、結局何も買えなかったおじいさんを責めることはなかった。
その夜老夫婦が寝ていると、家の外で何か重たい物が落ちたような音がする。そこで扉を開けて外の様子を伺うと、家の前に大量の米俵や餅・野菜・魚などの様々な食料のほか、小判などの財宝が山と積まれていた。老夫婦は、笠をかぶった六人のお地蔵さまが雪の降るなか背を向けて去ってゆくのを見送るのだった。このお地蔵さまからの贈り物のおかげで、老夫婦は良い新年を迎えることができたという。

## 地蔵の数
いくつかの種類があるが、売れ残りの笠の数とおじいさんの装備とともに変化している。
変化する要素は以下のような形で分類できる。
- 売れ残りの笠の数は一山（5つ）が主流である。（最低5体）
- おじいさんが自分の笠も与える（＋1体）
- おじいさんが手ぬぐいなどの手持ちの品を与える（＋1体）

概ね 5体から 7体が主流のようである。
この地蔵の登場数が物語り終盤の展開に深く関わっている。

## 代用品について
手ぬぐいではなく、褌を被せた異説がある。また、当初、おじいさんが行商に持っていた品物は菅笠ではなくおばあさんが内職で作った綛玉であり、それを帰宅途中で菅笠を持った行商人と交換したというバージョンもある。新潟県小千谷市と隣接する長岡市小国町などでは、菅笠ではなく小千谷縮の反物をお地蔵さんに巻き付ける話となっており、笠地蔵でなく「ちぢみ地蔵」という地域もある。

## 地蔵のお礼
物語のオチである、地蔵のお礼の様子には様々な亜種が存在する。以下に挙げるのはその一部である。
- やってくるお地蔵様は 1尊のみ。
- お地蔵様ではなく七福神がやってくる。
- 返礼として贈り物を届けるのではなく、老夫婦を極楽浄土へ送り届ける。

## 解説
お地蔵様のおかげで爺婆はよい新年を迎えられたという話。
地蔵に出会ったのは村と町の間、つまり境であり、この境の神としての性質を持つ笠地蔵の六地蔵は仏教の地蔵信仰ではなく{{疑問点}}、年取りの日の出来事から見るに正月神（歳徳神）の要素を持っており、秋田県のなまはげ、鹿児島県のトシドンのごとく家々を訪れて幸をもたらすマレビトと根底は同じであろう。蓑笠を着けると異なった存在になるのは人間だけではなかったのである。地蔵の数も1、3、6、7、12と土地によって数に違いはあれども（こちらは本来の地蔵信仰で六道の衆生を救済するという考えから）6体が一番多い。
西日本では別伝として次のような話もある。爺が雪を積もらせた地蔵をかわいそうに思い、背負って帰る。婆は怒り、地蔵の体から米が出る。婆は欲を出してもっと米を出そうとして腹を搗くと米が出なくなった。